# Phyto ebennia
Phyto ebennia är en tvåvingeart som först beskrevs av Robineau-desvoidy 1863.  Phyto ebennia ingår i släktet Phyto och familjen gråsuggeflugor.
Artens utbredningsområde är Frankrike. Inga underarter finns listade i Catalogue of Life.